# Chlornan vápenatý
Chlornan vápenatý je chemická sloučenina se sumárním vzorcem Ca(ClO)2. Široce se používá při úpravě vody a jako bělicí činidlo (bělicí prášek). Tato chemikálie je považována za poměrně stabilní a má dostupnější chlor než chlornan sodný (tekuté bělidlo).

## Příprava
Chlornan vápenatý se vyrábí vápníkovým nebo sodíkovým procesem.

### Vápníkový proces
2 Ca(OH)2 + 2 Cl2 → Ca(ClO)2 + CaCl2 + 2 H2O

### Sodíkový proces
2 Ca(OH)2 + 3 Cl2 + 2 NaOH → Ca(ClO)2 + CaCl2 + 2 H2O + 2 NaCl

## Vlastnosti
Chlornan vápenatý je žlutobílá pevná látka silně páchnoucí po chloru. Je jen málo rozpustný v destilované vodě.[zdroj⁠?!] Proto je vhodné použít k jeho rozpouštění měkkou až středně tvrdou vodu. Existují dva druhy chlornanu vápenatého – bezvodá a hydratovaná forma. S hydratovanou formou se bezpečněji zachází.
Chlornan vápenatý reaguje s oxidem uhličitým za vzniku uhličitanu vápenatého a uvolnění chloru:
2Ca(ClO)2 + 2CO2 	→ 2CaCO3 + 2Cl2 + O2
Chlornan vápenatý reaguje s kyselinou chlorovodíkovou za vzniku chloridu vápenatého:
Ca(ClO)2 + 4 HCl → CaCl2 + 2 H2O + 2 Cl2
Při práci s chlornanem vápenatým je třeba zvláštní opatrnosti. Vždy ho uchovávejte na chladném suchém místě bez kontaktu s organickými materiály. Při míšení s vodou je bezpečnější přidávat chlornan vápenatý do vody. Může totiž dojít k ohřevu a rychlému rozpadu doprovázeném uvolněním toxického plynného chloru.

## Použití
Chlornan vápenatý se používá k dezinfekci pitné vody a vody v plaveckých bazénech. Pro použití ve venkovních bazénech lze chlornan vápenatý používat jako sanitizér v kombinaci s kyselinou kyanurovou jako stabilizátorem. Stabilizátor snižuje ztráty chloru způsobené ultrafialovým zářením. Vápník způsobuje tvrdost vody a má tendenci ucpávat některé filtry. Některé typy přípravků s chlornanem vápenatým však obsahují přísady proti tvorbě vodního kamene, které brání ucpávání trubek a filtrů. Tyto přípravky lze používat i ve tvrdé vodě. Hlavní výhodou chlornanu vápenatého je, že není stabilizovaný, na rozdíl od chlorovaných isokyanurátů, např. dichlorisokyanurátu sodného nebo kyseliny trichlorisokyanurové. Tyto látky totiž obsahují kyselinu kyanurovou. Pokud je hladina kyseliny kyanurové příliš vysoká, má to vliv na účinky chloru. V bazénech, kde se používají chlorované isokyanuráty by se měla udržovat hladina volného chloru mezi 2 a 5 ppm (mg/l), kdežto u bazénů s chlornanem vápenatým stačí hladina 1–2 ppm.
Chlornan vápenatý ("bělicí prášek") lze používat i k bělení tkanin z bavlny a lnu, a též při výrobě chloroformu.

### Chlorové bomby
Chlornan vápenatý, který lze snadno získat ve formě činidel pro chlorování bazénů, byl použit pro sestrojení amatérsky připravovaných bomb (někdy označovaných jako chlorové bomby). Vzhledem k oxidačním vlastnostem lze chlornan vápenatý mísit se snadno oxidovatelnými látkami (např. glycerol nebo glykoly z brzdové kapaliny) a vyrábět tak slabé výbušniny. Alternativně lze chlornan vápenatý směšovat se slabými kyselinami, které se nacházejí v domácnosti (cola, ocet) – tyto směsi nevybuchují, nýbrž vyvíjejí množství plynu, převážně chloru. Obě verze se připravují umístěním určitého množství chlornanu vápenatého (chlorovacího přípravku pro bazény) do láhve, nejlépe plastové, kam se pak přidá oxidovatelná nebo kyselá látka, láhev se uzavře víčkem, protřepe a odhodí. Množství plynu vytvářeného při reakci obou látek nakonec (obvykle za několik sekund) způsobí explozivní roztržení láhve. Pokud se chlornan smísí s hořlavou látkou, může být výsledkem i oheň.
Nejenže experimenty s "domácími" výbušnými směsmi jsou samozřejmě velmi nebezpečné, ale jsou tu i další rizika. Nejde jen o to, že existuje reálná možnost, že bomba vybuchne dříve, než se očekávalo a způsobí vážná zranění, ale navíc látky použité při přípravě, stejně jako produkty reakce, jsou škodlivé (chlornan vápenatý je žíravina, dráždivá látka a silný oxidant; chlor je vysoce toxický). Plastové láhve se obvykle jen roztrhnou, aniž by vznikly střepiny. Avšak skleněné láhve vybuchnou s tvorbou ostrých střepů, které mohou vážně zranit osoby v blízkosti výbuchu.